# Румер, Юрий Борисович
Юрий Борисович Ру́мер (отчество при рождении — Борухович; 28 апреля 1901, Москва — 1 февраля 1985, Новосибирск) — советский физик-теоретик, доктор физико-математических наук, специалист по квантовой механике и оптике.
На Западе известен как Georg Rumer.

## Биография

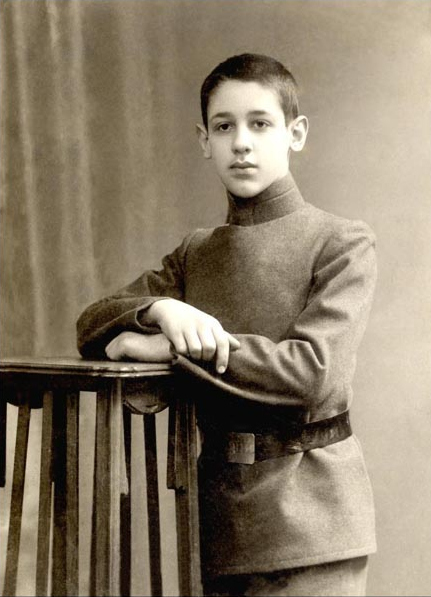
Юрий Румер ок. 1915—1917

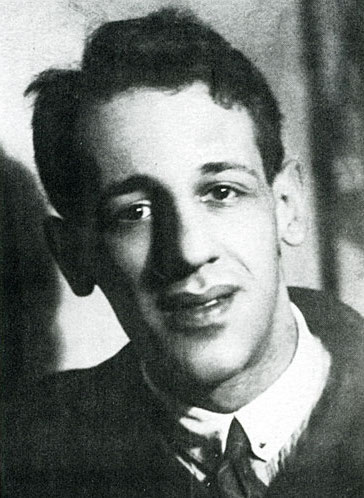
Юрий Румер в 1920-х

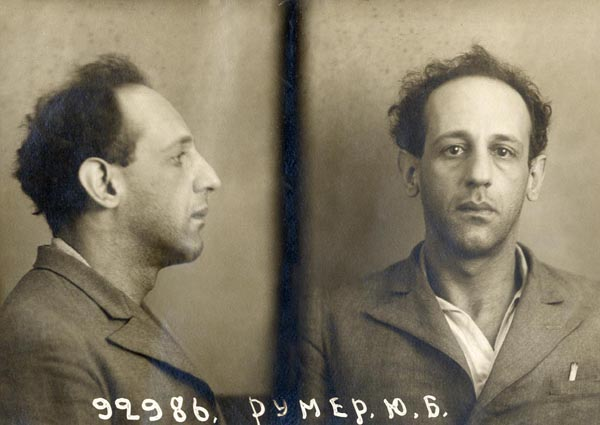
Фото из архивно-уголовного дела № 23711. Апрель 1938

Юрий Румер родился 28 апреля 1901 года в Москве в семье купца первой гильдии Боруха Хаимовича (Бориса Ефимовича) Румера (1858—1929) и Анны Юрьевны Сегаловой. Его братья — Осип Румер — известный переводчик, поэт и полиглот, и Исидор Румер (1884—1938), филолог. Двоюродный брат (со стороны матери) — филолог Осип Максимович Брик. Отец был членом правления и директором-распорядителем Московского товарищества резиновой мануфактуры, преобразованной в 1910 году в Акционерное общество «Богатырь», а с 1920 года служил заведующим отделом снабжения в Высшей коллегии по постройке топливных ветвей, Главном управлении топлива и в Центральном торговом отделе Центроснаба ВСНХ.
В 10 лет пошёл в реальное училище, которое закончил экстерном в 1917 году и поступил на физико-математический факультет Петербургского университета. Но в апреле 1918 году переводится в МГУ из-за революции, которая также увеличила срок обучения. В 1924 году окончил университет. В 1926 году отец Юрия поспособствовал двухгодичной командировке в Высшую политехническую школу в Ольденбурге. После получения диплома Румер отправился на стажировку в Геттингенском университете; благодаря рецензии на его работу по общей теории относительности от А. Эйнштейна и Эренфеста получил Лоренцовскую стипендию и в 1929—1932 годах стал ассистентом Макса Борна, занимаясь расчётом спектра бензола (вместе с Г. Вейлем, В. Гайтлером и Э. Теллером), что положило начало квантовой теории химических связей многоатомных молекул. В другой его работе изложена теория резонанса структур, используемая для нахождения базиса валентных состояний сложных молекул. С тех пор теорема и диаграммы Румера используются для расчёта спектров кольцевых молекул. В 1929 году появилась его первая научная работа, посвящённая общей теории относительности; в 1932 году он сделал фундаментальное открытие канонических структур молекул.
По возвращении в Москву в сентябре 1932 года Румер стал доцентом кафедры теоретической физики МГУ, а уже в январе 1933 года получил должность профессора. Рекомендации Румеру дали Э. Шрёдингер и Л. И. Мандельштам; 5 августа 1933 года Л. Мандельштам, И. Тамм и Б. Гессен отмечали:

Отличительной чертой его яркого дарования является оригинальность и смелость мысли. Ему принадлежит ряд чрезвычайно интересных и оригинальных по идее работ в области общей теории относительности, квантовой теории света, квантовой электродинамики и т. д.
Наибольшей же вполне заслуженной известностью пользуются его фундаментальные исследования по квантовой химии. Разработанные им методы широко применяются всеми работающими в этой области исследователями...
.
В числе других у профессора МГУ Румера выполняли свои дипломные работы известные впоследствии учёные М. В. Волькенштейн, И. В. Кузнецов, М. А. Ковнер. Сначала продолжал работать в области квантовой химии, с 1935 года перешёл к исследованию в области радиоактивности и ядерной физики; в 1935—1938 годах был научным сотрудником в Физическом институте АН СССР, оставаясь профессором Московского университета.
28 апреля 1938 года Румер был арестован «как пособник врага народа Ландау». Это произошло в Москве, на Арбате, когда он направлялся с друзьями отметить свой день рождения. Вместе с ним были арестованы Лев Ландау и Моисей Корец как авторы антисталинистской листовки.
29 мая 1940 года Военная коллегия Верховного суда СССР приговорила Румера к лишению свободы сроком на десять лет с поражением в правах на пять лет и с конфискацией лично ему принадлежащего имущества по статьям 58-6 (шпионаж) и 58-11 (участие в контрреволюционной организации) УК РСФСР.
Был направлен на работу в ЦКБ-29, которое находилось в пригороде Омска Куломзино. Занимался расчётами, связанными с флаттером и шимми у самолётов. В 1946 году переведён в Таганрог, работал в группе Роберта Бартини, руководившего проектом по созданию нового транспортного самолёта. Срок заключения отбыл полностью.
После освобождения из заключения был сослан в Енисейск. С 1948 года по 1950 год Румер работал в Енисейском учительском институте (позднее переименован в Лесосибирский государственный педагогический институт) профессором кафедры физики и математики. Здесь получил точное решение уравнений Навье — Стокса для затопленной струи с конечным потоком импульса. Для облегчения ссылки товарищи (С. И. Вавилов) добились его перевода в 1950 году в Новосибирск, где два года перебивался случайными заработками, так как ссыльному отказывали в приёме на работу в вузы и научные учреждения. В 1953 году принят на работу в должности старшего научного сотрудника Западно-Сибирского филиала АН СССР.
Уже в конце 1954 года Румер получил справку от Военной коллегии Верховного суда СССР о том, что дело его было пересмотрено 10 июля 1954 года, приговор Военной коллегии Верховного суда СССР от 29 мая 1940 года по вновь открывшимся обстоятельствам отменён, и дело прекращено.
Преподавал в Новосибирском педагогическом институте. С 1953 и по 1957 год был заведующим отделом технической физики Западно-Сибирского филиала АН СССР в Новосибирске. В 1957 году назначен директором Института радиофизики и электроники Сибирского отделения Академии наук СССР, который стал первым физическим институтом в Новосибирске. В 1964 году институт был объединён с Институтом физики полупроводников. Румер некоторое время работал в Институте математики, а затем в Институте ядерной физики СО АН СССР (с 1967 года — завсектором).
Много лет Румер разрабатывал свой подход к созданию единой теории поля. Ещё в заключении он подготовил ряд работ по пятиоптике, в которой электромагнитное поле включается в схему общей теории относительности с расширением размерности пространства-времени до пяти. В 1949—1959 годах им было опубликовано десять работ по пятиоптике в Журнале экспериментальной и теоретической физики, а также издана монография, обобщающая полученные теоретические результаты. Эти работы, однако, не вызвали широкого интереса в физическом сообществе, в том числе и у Льва Ландау — близкого друга Румера.
Почти 20 лет занимался педагогической деятельностью в Новосибирском государственном университете. Ушёл на пенсию в 1972 году.
Скончался 1 февраля 1985 года, был похоронен на Южном кладбище в новосибирском Академгородке.

## Память

### Воспоминания

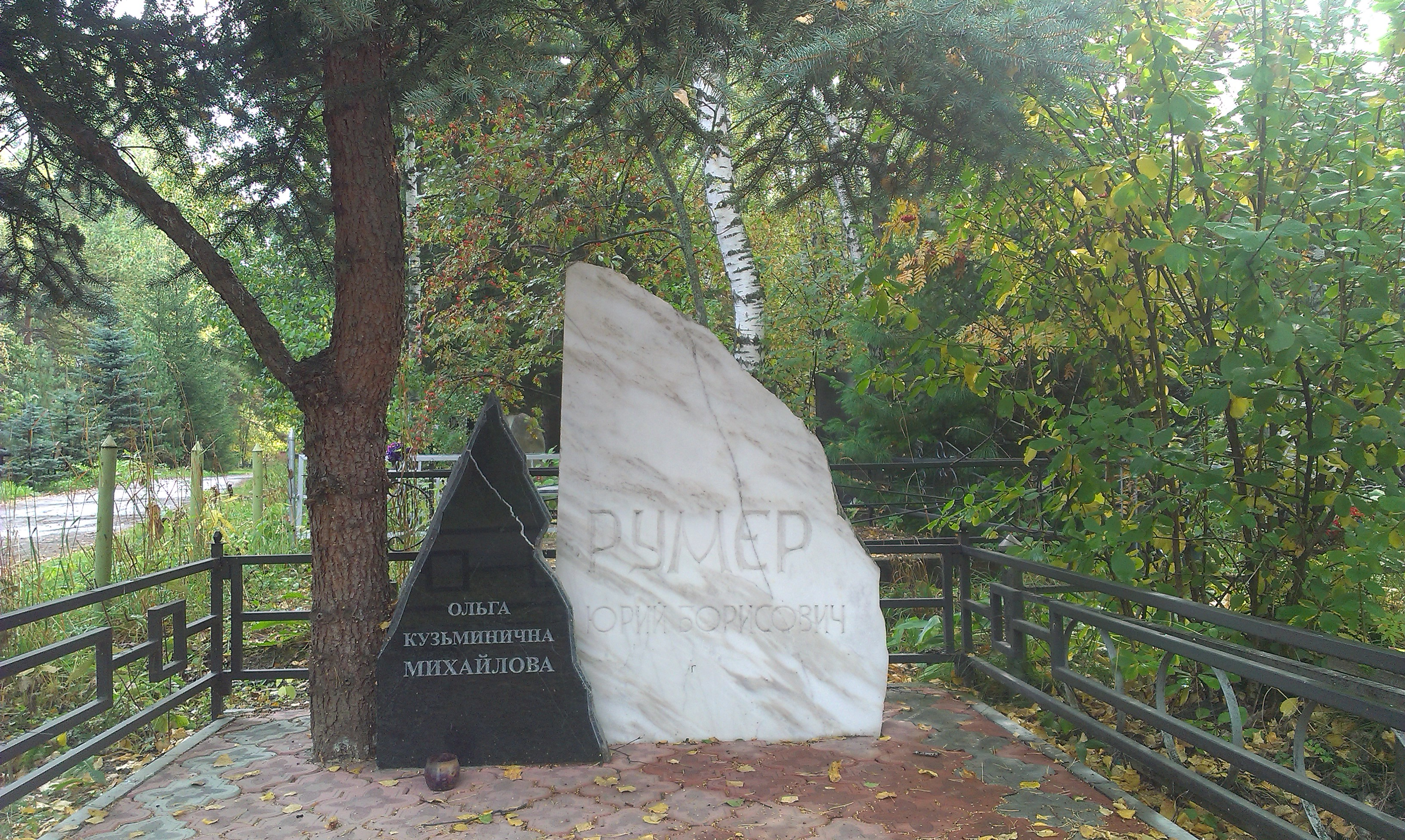
Могила Румера на Южном кладбище Новосибирска

…самым удивительным жильцом (тут я, возможно, буду субъективен, но более яркого примера не нахожу) <…> стал поселившийся на улице Жемчужной в Академгородке физик-теоретик, профессор Юрий Борисович Румер. Прямо в подвале его дома располагалась при его жизни его лаборатория теоретической физики, созданная специально «под него», и по утрам он порой заглядывал туда прямо в домашней одежде и тапочках, а порой и с мусорным ведром в руках. Румер был легендарной личностью — единственный из отечественных учёных он удостоился похвалы самого Эйнштейна, лично знал его и множество крупнейших учёных Запада, два с половиной года проработал в Геттингене у Макса Борна, в юности общался с Маяковским и дружил с Лилей Брик, а Осип Брик был его двоюродным братом, был другом Л. Ландау, написал в соавторстве с ним книжку «Что такое теория относительности?» и был арестован с ним в один день, где в камере они всю первую ночь «проговорили о математике», сидел в «шарашке» в одной камере с А. Н. Туполевым и С. П. Королёвым, работал с Р. Бартини. Человек «пятого» и даже «шестого» измерения, огромного интеллекта и обаяния. Знал бессчётное количество языков, в «шарашке» прочитал своему сокамернику-венгру университетский курс физики и математики на венгерском…
Л. Шинкарёв, сибирский корреспондент «Известий», побывав в Академгородке, писал:
«Я сторонюсь и пропускаю вперёд профессора Ю. Б. Румера, окружённого студентами… „Дима! — слышу я изумлённый голос Румера. — Вы читаете Аполлинера в переводах?!“»

### Мемориальные доски
В Центральном районе Новосибирска на здании Института химии твёрдого тела по улице Фрунзе № 13, где с 1960 по 1964 год работал учёный, установлена мемориальная доска.

## Труды
- Румер Ю. Б., Фет А. И. Теория унитарной симметрии. — М.: Наука, 1970. — 400 с.
- Румер Ю. Б., Фет А. И. Теория групп и квантованные поля. — М.: Наука, 1977. — 248 с.
- Ландау Л. Д., Румер Ю. Б. Что такое теория относительности. — 3-е. — М.: Сов. Россия, 1975. — 112 с.
- Румер Ю. Б., Фет А. И.. Группа Spin(4) и таблица Менделеева ТМФ, 1971, 9:2. — С.203—210.
- Дмитриев В. Ф., Румер Ю. Б. Алгебра O(2,1) и атом водорода ТМФ, 1970, 5:2, С.276—280.
- Румер Ю. Б. Оптико-механическая аналогия // УМН, 8:6(58). — 1953. — С.55—69.
- Румер Ю. Б. Исследования по 5-оптике. — Гос. изд-во технико-теорет. лит-ры, 1956.
- Румер Ю. Б., Рывкин М. Ш. Термодинамика, статистическая физика и кинетика. — 2-е изд., испр. и доп. — Новосибирск: Изд-во Носиб. ун-та, 2000. — 608 с. — ISBN 5-7615-0383-2.
- Термодинамика плоской дипольной решётки. — УФН, 1954. — Т.53. — № 2. — С.245-284.
- Термодинамика плоской дипольной решётки Изинга-Онсагера (совместно с А. М. Дыхне) — УФН, 1961, Т.75. — № 1. — С.101—115.
- Thermodynamik des ebenen Ising-Onsager-Dipolgitters (A.M.Dychne) — Fortschr.Phys., 1961. — Bd.9. — № 10. — S.509—525.
- Термодинамические средние для бесконечной плоской решётки Изинга. ЖЭТФ, 1964. — Т.47. — № 1. — С.278—293.
- Фазовые переходы второго рода у бозе-газа. — ДАН СССР, 1955. — Т.100. — № 5. — С.887—888.
- Отрицательные и предельные температуры. — ЖЭТФ, 1960, т.38, № 6, с.1899—1902.
- Совместно с В. Л. Покровским Замечания к теореме Паули о связи спина со статистикой. — ЖЭТФ, 1956. — Т.31. — № 2(8). — С.578—580.
- Quantenchemie mehratomiger Molekule. — Nachrichten von der Ges. der Wiss. Zu Gottingen. Math.-Phys. Klasse, 1930, № 3, s.277—284. (zusammen mit W.Heitler).
- Quantentheorie der chemischen Bindung fur mehratomige Molekule. — Z. Phys., 1931, Bd. 68, s.12—41 (zusammen mit W.Heitler).
- Eine fur die Valenztheorie geeignete Basis der binaren Vektorinvarianten. Nachrichten von der Ges. der Wiss. Zu Gottingen. Math.-Phys. Klasse, 1932, № 5, s.498—504. (zusammen mit E. Teller, H. Well).
- Zur Theorie der Shinvalenz. Nachrichten von der Ges. der Wiss. Zu Gottingen. Math.-Phys. Klasse, 1932, № 4, s.337—341.[19]